# Примусове обрізання
Примусове обрізання — обрізання крайньої плоті чоловіків і дітей проти їх волі. У біблійному контексті цей термін використовується особливо стосовно апостола Павла та його полеміки проти суперечок щодо обрізання в ранньому християнстві. Примусове обрізання відбувалося в широкому діапазоні ситуацій, особливо при обов'язковому наверненні немусульман в іслам і примусовому обрізанні чоловіків народу Тесо, Туркана і Луо в Кенії, а також під час викрадення південноафриканських хлопчиків-підлітків до так званих шкіл обрізання («кущових шкіл») . У Південній Африці звичай дозволяє необрізаним чоловікам, які розмовляють мовою коса, старшім віку обрізання (тобто 25 років або старше), пересилювати інших чоловіків і примусово обрізати. Звичайне обрізання немовлят, яке виконується в таких країнах Глобальної Півночі, як Сполучені Штати та Канада, також класифікується як примусове обрізання, навіть якщо виконується в клінічних умовах. Будь-яке обрізання, виконане неповнолітнім, вважається примусовим обрізанням через нездатність неповнолітнього дати згоду.

## Історія та сучасність примусового обрізання

### Царство Хасмонеїв(140 р. до н. е.–37 р. до н. е.)
Перша книга Маккавеїв розповідає історію про те, як Маттатій (бл. 166 р. до н. е.) примусово обрізав синів єврейських батьків, які відмовилися від обряду. Примусове обрізання язичників євреями засвідчено з другого століття до нашої ери. У 125 р. до н.е. Іоанн Гіркан завоював Едом, який римляни називали Ідумея; а ідумейців насильно навернули в юдаїзм під загрозою вигнання або смерті, залежно від джерела. Як повідомляє Йосиф Флавій, від ідумейців вимагалося обрізання:
Гіркан захопив також Дору та Маріссу, міста Ідумеї, і підкорив усіх ідумейців; і дозволив їм залишатися в тій країні, якщо вони обріжуть свої статеві органи та будуть користуватися законами євреїв; і вони настільки хотіли жити в країні своїх предків, що підкорилися використанню обрізання та інших єврейських способів життя; У цей час їх спіткало те, що вони були не іншими, як євреями.
Вчені розходяться в інтерпретації джерел. Наприклад, Стівен Вейцман вважає, що ідумейців примусово обрізали з політичних, а не релігійних причин. За словами Шей Дж. Д. Коена, «твердження Птолемея про те, що ідумеї були змушені бути обрізаними та прийняти єврейські звичаї, є спрощеним описом того, що пережили ці міські ідумеї». Під час короткого правління старшого сина Гіркана Арістобула I (104-103 рр. до н. е.) Хасмонеї отримали контроль над Галілеєю. І в цьому випадку джерела вказують на примусове обрізання жителів. Археологічні дані свідчать про те, що в цей період язичники бігли з Галілеї, щоб уникнути примусового обрізання. Нещодавно Ісаак Сун стверджував, що в першій книзі Маккавеїв 2:46 не йдеться про обрізання «примусово», а про те, що Маттатій зробив обрізання «силою». Він стверджує, що Маттатій не робив примусове обрізання, а натомість відновив обрізання серед єврейських мешканців Юдеї «в силу».

### Римська імперія
Греки та римляни розглядали обрізання як калічення чоловічих статевих органів, але ця практика мало обговорювалася в римських літературних джерелах до другого століття християнської ери. У ранньому християнстві існувала суперечка щодо обрізання, але це було вирішено на Єрусалимському соборі бл. 50 р., який чітко дав зрозуміти, що обрізання навернених до християнства не є обов’язковим. Йосиф Флавій (який змінив вірність євреям на римлян Флавіїв) повідомляє, що на двох римських офіцерів, які знайшли притулок у галілеян під час війни з Римом (початок 67 р. н. е.), чинили тиск, щоб вони прийняли юдаїзм. Йосиф Флавій, проголошуючи, що «кожна людина повинна поклонятися Богові згідно з веліннями власної совісті», стверджує, що врятував двох язичників від примусового обрізання.  Після Першої Юдейської війни з усіх євреїв було стягнуто подушний податок, Fiscus Judaicus. Відповідно до Светонія, Доміціан (бл. 90) також застосовував цей податок до тих, хто був обрізаний, навіть якщо вони стверджували, що не є євреями. Тіт Флавій Клеменс був страчений у 95 році за прийняття єврейських звичаїв. У 96 році Нерва пом'якшив єврейський податок, оскільки ставився лише до тих, хто називав себе євреєм. Десь між 128 і 132 роками нашої ери імператор Адріан, здається, тимчасово заборонив обрізання під страхом смерті.  Антонін Пій звільнив євреїв від заборони , а також єгипетських священників , а Ориген (пом. бл. 253) каже, що в його час тільки євреям було дозволено практикувати обрізання. Законодавство Костянтина, першого християнського імператора, звільняло будь-якого раба, який був підданий обрізанню; у 339 році обрізання раба стало каратися смертю. 
Хоча греко-римські автори розглядають обрізання як ідентифікаційну характеристику євреїв, вони вважали, що ця практика виникла в Єгипті , і записали її серед народів, які вони ідентифікували як арабів, сирійців, фінікійців, колхійців та ефіопів ; обрізання було маркером «іншого».  Євреї діаспори могли обрізати своїх рабів, а також дорослих чоловіків, які навернулися, і єврейських немовлят.  За словами Кетрін Хезсер, залишається відкритим питання, чи євреї пізньої античності утримувалися від примусового обрізання своїх рабів-язичників і чи римляни уникали продажу своїх рабів євреям у відповідь на заборону.  Мішна (складена близько 200 року нашої ери) нічого не говорить про це, тоді як Мехільта де-Раббі Ізмаїл (написана в кінці четвертого століття або пізніше) припускає, що євреї дійсно могли мати необрізаних рабів. 

### АзіятаПівнічна Африка
Примусове навернення, що включає примусове обрізання, знайшло відгомін у великій кількості наукової літератури, яка охоплює всю історію ісламу. Вчені дійшли висновку, що під час ісламського завоювання Близького Сходу та Північної Африки примусове навернення до ісламу шляхом насильства чи загрози насильства не відігравало ключової ролі. Проте податки та правила, які вимагають від тих, хто обіймає престижні посади, стати мусульманами, розглядаються як форма примусового навернення. 

#### Південна Азія
Після битви при Поллілурі 1780 року 7000 британських солдатів були ув'язнені Хайдаром Алі та Типу Султаном у фортеці Серінгапатнам. З них понад 300 були примусово обрізані. Кромвель Мессі, який вів таємний щоденник під час свого полону, писав: «Я втратив разом із крайньою плоттю мого двору всі ті переваги християнина й англійця, які були і залишаться моєю найбільшою славою».  Полонених- підлітків, окрім обрізання, змушували носити жіночий одяг. Джеймс Брістоу, підліток- артилерист, помстився обрізанням собак, вважаючи, що це зашкодить релігійним почуттям мусульманських наглядачів. Перспектива покарання не зупинила його, тому що «примушування нас пройти огидну операцію [було] настільки низьким і варварським актом агресії, що неможливо було обмірковувати це з гнівом».  Джеймс Скаррі, також військовополонений, підтверджує у своїй книзі «Полон, страждання та втеча Джеймса Скаррі» (1824), що англійські солдати, мангалорські католики та інші в’язні були примусово обрізані.  У 1784 році, коли Тіпу повернувся з Мангалора, він повернув десятки тисяч мангалорських католиків з Канари і піддав їх примусовому обрізанню. 
За словами Катіви Дайя, під час поділу Індії в 1947 році «примусове обрізання, гоління волосся на обличчі та голові (для чоловіків-сикхів) і гоління традиційного короткого волосся індуїстських брахманів (на лисій голові) були звичайною тактикою навернення чоловіків і хлопців у мусульманство». У 2004 році Asia News повідомила, що Комісія справедливості та миру Лахора виступила проти навернення та обрізання молодих чоловіків-немусульман у Пакистані проти їх волі. У 2005 році газета Gulf Times обговорювала випадок примусового обрізання непальських хлопчиків у Мумбаї в контексті секс-торгівлі у великих містах Індії. 

#### Ірак
Іракські мандеї, які проживають майже виключно в Багдаді та Басрі, не роблять обрізання. Однак, їхня релігійна чутливість у цьому питанні не завадила ворожим правителям піддавати мандейських чоловіків і хлопчиків примусовому обрізанню. Мандейські громади, особливо після вторгнення в Ірак, зазнавали «вбивств, викрадень, зґвалтувань, примусового навернення, примусового обрізання та знищення релігійної власності». 
В Іраку у 2003 році, невдовзі після падіння режиму Саддама, 35 сімей, які складали мандійську громаду у Фаллуджі, під дулом зброї наказали прийняти іслам; чоловіків примусово обрізали.
У 2007 році Комітет США з питань міжнародної релігійної свободи заслухав свідчення, які повідомляли: «Примусове навернення відбувається в тривожному ступені. Хлопчиків викрадають, примусово обрізають – головний гріх у мандейській релігії – і насильно навертають в іслам»
У 2014 році, після виходу християн з Мосула та єзидів з гори Синджар, повідомлялося, що Ісламська держава проводила примусове обрізання.

#### Анатолія

##### Османська імперія
Існують навіть розповіді про викрадення та примусове обрізання християнських хлопчиків у дев’ятнадцятому столітті. У 1829 році дев’ятирічний грецький хлопчик Александрос Кітос та інші хлопчики були викрадені османськими солдатами та продані в рабство до Єгипту; всі вони були обрізані проти їхньої волі.
Добре відомо, що як до геноциду вірмен, так і під час нього, примусове навернення (включаючи примусове обрізання) вірменських хлопчиків і чоловіків було частим явищем. «У багатьох випадках маленьких вірменських дітей позбавили від депортації місцеві турки, які забрали їх із сімей. Дітей змусили відмовитися від християнства та стати мусульманами, а потім дали нові турецькі імена. Для вірменських хлопчиків примусове навернення означало, що кожен з них повинен був перенести болісне обрізання, як того вимагають ісламські звичаї».

#### Туреччина
Під час Стамбульського погрому у вересні 1955 року «багатьох грецьких чоловіків, включаючи принаймні одного священника, піддали примусовому обрізанню». В результаті погрому грецька меншина зрештою емігрувала з Туреччини. У 2002 році з'явилося повідомлення про те, що новобранцям немусульманської армії в Туреччині погрожували примусовим обрізанням. Задокументовано випадки, коли сиро-православним чоловікам, які служать у Збройних силах Туреччини, погрожували примусовим обрізанням. У 1991 році молодий турок-християнин, який тікав від примусового обрізання в турецьких військових, отримав притулок у Німеччині.
Єзиди (не всі з них обрізані) у Туреччині роками зазнавали прямого державного переслідування, включаючи обов’язкове релігійне навчання в школах, примусове навернення, примусове обрізання та погане поводження під час військової служби. У 1999 році з'явилося повідомлення про примусове обрізання чоловіків єдизів в Турецькому Курдистані. 

#### Арабський світ
Джон Роулінз плавав 23 роки без пригод, коли в 1621 році він і його команда були викрадені піратами з узбережжя Бербері в Північній Африці. Пізніше Роулінз повідомив, що після того, як їх доставили до Алжиру, двох молодших чоловіків «силою та муками... змусили... перетворити в турків», що означає, що їх примусово обрізали.  Організувавши успішний заколот, він зміг повернутися додому в 1622 році. Португальський монах Жаоно душ Санктос стверджував, що щорічно в Алжирі в 1620-х роках понад дев'ятсот рабів-християн навертали в іслам, «крім приблизно п'ятдесяти хлопчиків, яких щорічно обрізали проти їх волі». 

#### Індонезія

##### Молуккські острови
Тисячі християн були примусово обрізані на Молуккських островах, щоб примусово навернути їх в іслам з грудня 1999 року по січень 2001 року . Газета Sydney Morning Herald докладно повідомила про це, заявивши, що майже всі з 3928 селян, змушених прийняти іслам, були обрізані. Бритви та ножі використовували повторно, викликаючи зараження інфекцією. Один з обрізаних, Костантінус Іді, розповідав: «Я не міг втекти...  Один з них підняв мою крайню плоть між шматками дерева, а інший порізав мене бритвою... третій чоловік відкинув мою голову, готовий вилити мені воду в горло, якщо я закричу. Але я не втримався і закричав, і він вилив воду. Я продовжував голосно кричати та вирвав. Я не міг терпіти біль». Він також повідомив, що один зі священнослужителів помочився на його рану, кажучи, що це зупинить інфекцію. Газета Sydney Morning Herald повідомила, що примусове навернення та примусове обрізання були засуджені поміркованими мусульманськими лідерами, які заявили, що вони суперечать ісламським вченням. Місцевий губернатор також розслідував інциденти. 

### Африка на південь відСахари

#### Ефіопія
Марко Поло у своїх «Подорожах» розповідає, як християнський король Ефіопії помстився султану Адена, який насильно обрізав єпископа.

#### Кенія
У Кенії більшість племен роблять обрізання. Чоловіки нілотського народу Луо із Західної Кенії є суттєвим винятком, з цієї причини їх регулярно піддають примусовому обрізанню.  У серпні 2002 року, після жорстокого інциденту в районі Бутере/Муміас, окружний комісар наказав поліції «розправитися з традиційними хірургами, які займаються примусовим обрізанням».
У листопаді 2005 року Комісія з прав людини Кенії оголосила, що буде вимагати судового переслідування політиків за підбурювання до такого насильства. В одному випадку міністр кабінету міністрів сказав: «Тих, хто не обрізаний, слід взяти на церемонію обрізання». Комісія заявила, що це є підбурюванням до насильства.
Наприкінці січня 2008 року під час спірних виборів, під час яких обрізання стало проблемою між президентом Мваї Кібакі, Кікую, та опозиційним кандидатом Райлою Одінга, що належить до народу луо, "той факт, що Одінга не був обрізаний, став проблемою: деякі Кікую вважали його "дитиною" непридатного до правління, тому що вона не пройшла через обрізання та ініціацію". Повідомляється, що насильство після виборів «зосереджувалося на племінній ворожнечі» і включало кілька випадків примусового обрізання. AFP повідомило про досвід одного кенійця: «Увійшла група з восьми чоловіків з пангами (мачете). Вони попросили моє посвідчення особи [щоб визначити, до якого племені він належав] Вони порізали мене і силою зробили обрізання. Я дуже кричав і кликав на допомогу..." Він скаржився, що поліція залишила його в калюжі крові, забравши зброю, залишену бандою Кікую.
У вересні 2010 року в місті Малаба, Західна Кенія, 21-річного чоловіка етносу Тесо заманили в готель, насадили наркотиками, вимазали ферментованим пшоняним борошном і відвели кілька людей кенійського етносу Букусу, щоб зробити обрізання, коли втрутилася поліція. Чоловік народу Тесо, який погодився на медичне обрізання, засудив молодь Букусу за спробу нав'язати свою культуру. Три тижні тому сільські сусіди в районі Аедомору на півночі Тесо озброїлися палицями та запобігли примусовому обрізанню 35-річного чоловіка.

#### Південна Африка
У 1999 році жінка, яку боялися в усьому південноафриканському районі трикутника Ваал, керувала бандою викрадачів, які викрадали молодих людей, примусово обрізаючи хлопчиків і вимагаючи від їхніх батьків викуп за їх звільнення. Місцевий офіцер поліції сказав, що щодня викрадають до 10 підлітків.
У 2004 році 22-річний новонавернений растафарі був схоплений родичами та примусово обрізаний групою старійшин і родичів племені коса. 

У грудні 2004 року 45-річний Нсеба Чекісо був спійманий і обрізаний проти його волі. У звіті в Cape Argus (журнал) зазначено:
Культура Коса дозволяє людям примусово обрізати хлопчиків, які вважаються минулими віку ініціації... Змушення людей проходити давній ритуал... останнім часом викликало занепокоєння правозахисних організацій... (В) одному випадку двоє растафарі заперечували проти процедури з релігійних міркувань. Інцидент спровокував дискусію про те, чи слід дозволяти традиціоналістам примушувати людей проти їхньої волі в кущі для проходження ініціації. 
Попри обрізання за медичними показаннями, у 2007 році християнина національності коса примусово повторно обрізали. Це зробили його батько та лідери громади. Він висунув звинувачення в несправедливій дискримінації на підставі своїх релігійних переконань, домагаючись вибачень від свого батька та Конгресу традиційних лідерів Південної Африки. У досягнутій угоді, яка була прийнята наказом Суду рівності, Конгрес традиційних лідерів визнав право дорослих чоловіків вибирати, чи відвідувати вони традиційні школи обрізання відповідно до своїх релігійних переконань. Він попросив вибачення за коментарі свого колишнього голови, які заохочували остракізм підлітків, які відмовилися пройти традиційне обрізання. Суддя заявив: «Що важливо з точки зору Конституції та закону, це те, що нікого не можна примусити піддатися обрізанню без його згоди». 
Згідно з південноафриканськими газетами, наступний судовий процес став «знаковою справою навколо примусового обрізання». У жовтні 2009 року суд з питань рівності Бхішо (Високий суд) постановив, що в Південній Африці обрізання є незаконним, якщо воно не проводиться за повної згоди особи, яка посвячена. За словами Тембели Кепе, традиційні лідери стверджують, що заборона на примусове обрізання є «порушенням культурних прав, закріплених у Конституції».

#### Судан
Існує багато доказів того, що протягом багатьох років християн Хартума та інших місць Судану насильно примушувати увірувати в іслам, а чоловіків і хлопчиків-християн примусово обрізали. Приклади примусового обрізання хлопчиків динків в 1990-х і 2000-х роках відомі з контексту традиційного рабства, яке все ще є ендемічним у Судані.

#### Уганда
У 1885 році Кабака Мванга наказав убити єпископа Джеймса Геннінгтона та багатьох місцевих християн. Протягом наступного періоду ісламізація призвела до примусового обрізання кількох християн.
Як обговорювали антрополог Сюзетт Гілд та інші вчені, народ гісу (або Багішу) з Уганди «пишаються тим, що не терплять необрізаних чоловіків». З цієї причини в суспільстві Гісу будь-який хлопчик або чоловік, який зміг уникнути ритуального обрізання (так званого «імбалу»), стикається з перспективою примусового обрізання. «Голос Америки», посилаючись на ту саму практику, повідомляє: «Серед багішу до необрізаних чоловіків ставляться з презирством; їх не допускають у суспільство, і в більшості випадків вони вважаються такими, що не в змозі укласти шлюб з місцевими жінками. Це підтверджується всіма багішу, включаючи жінок, які часто повідомляють про необрізаних чоловіків старійшинам племені. Вважається традицією, що жоден чоловік не може уникнути ритуалу, незалежно від того, де він живе, що він робить або який у нього захист»
У 2004 році батько семи дітей був схоплений і примусово обрізаний після того, як його дружина сказала обрізувачам племені Багішу, що він необрізаний. Місцевий чиновник сказав, що влада не може втрутитися в культурний ритуал. Інші випадки примусового обрізання мали місце у вересні 2006 року та червні 2008 року У всіх цих випадках члени сімей жертв схвалювали примусове обрізання. Інші племінні групи в Уганді та Угандійський Фонд Прав Людини вважають примусове обрізання порушенням прав людини. Уряд Уганди та президент Товариства юристів Уганди засудили інцидент, але жертва відмовилася висувати звинувачення.

### Австралія
Традиційне обрізання все ще практикується в деяких племінних районах Австралії.  Лінгвіст і антрополог Пітер Саттон, коментуючи примусове обрізання та відсутність правоохоронних органів у віддалених поселеннях, стверджує, що австралійське законодавство застосовувалося неоднозначно: Мимовільне обрізання вже давно широко визнається де-факто поза сферою дії австралійського законодавства. Наприкінці 1996 року 34-річний Ірвін Брукдейл випивав із групою австралійських аборигенів на березі річки на півночі Квінсленда. Після того, як він знепритомнів, жінка з групи помацала його штани, виявила, що він не обрізаний, і закликала своїх супутників «зробити з нього чоловіка». Його намагалися обрізати розбитою пивною пляшкою. Брукдейл опинився в лікарні, один із нападників був засуджений за незаконне поранення, а Брукдейл отримав 10 000 австралійських доларів компенсації за нервовий шок. 

### Сполучені Штати
Звичайне обрізання немовлят зазвичай виконується в Сполучених Штатах, а також у Канаді. Приблизно 58,3% новонароджених хлопчиків і 80,5% чоловіків у віці 14–59 років у Сполучених Штатах піддаються обрізанню. Рух проти обрізання, відомий як інтактивізм, триває через порушення прав людини під час обрізання здорових хлопчиків заради спірної користі для здоров’я

### Інші географічні зони

#### Розпад Югославії
За словами Міліци З. Букман, розпад Югославії «був надзвичайно жорстоким, породивши близько двох мільйонів біженців, понад 100 000 убитих, а також докази групових зґвалтувань, посадження на палю, розчленування та примусове обрізання». 
Державний департамент США повідомив, що нерегулярні війська мусульман і моджахедів «звичайно робили грубе, спотворювальне, немедичне обрізання солдатам боснійських сербів». Один 18-річний боснійський сербський солдат «був настільки жорстоко обрізаний, що зрештою весь орган потребував ампутації».